# Římskokatolická farnost Moravice
Římskokatolická farnost Moravice je územní společenství římských katolíků s farním kostelem svatého Filipa a Jakuba v Moravici.

## Kostely a kaple na území farnosti
- Kostel svatého Filipa a Jakuba v Moravici
- Kaple Nejsvětější Trojice ve Lhotce u Litultovic
- Kaple Panny Marie Svatohostýnské v Životských Horách